# Verfassung des Kantons Luzern
Die Verfassung des Kantons Luzern (KV) beschreibt die rechtliche Grundordnung des Kantons Luzern in der Schweiz. Als Kantonsverfassung legt sie das Fundament des kantonalen Staats- und Verwaltungsrechts. Die heute gültige Kantonsverfassung datiert vom 17. Juni 2007 und trat am 1. Januar 2008 in Kraft.
Bis zum Untergang der alten Ordnung im Jahr 1798 war die Macht der Stadt Luzern über ihre Untertanengebiete umfassend. Im 19. Jahrhundert formte sich die direkte Demokratie mit dem Ausbau der Volksrechte auf Staats- und Gemeindeebene und der Konkretisierung der Volkssouveränität. Luzern übernahm eine Vorreiterrolle und war der erste Kanton, in dem im Rahmen der Verfassung von 1841, eine eigentliche Vetodebatte geführt wurde. Diese in der Presse, im Parlament und in der Öffentlichkeit stattfindende Debatte war für die weitere Entwicklung der direkten Demokratie in den anderen Kantonen und auf Bundesebene bahnbrechend. Nirgendwo sonst in der Schweiz besass eine kantonale Bevölkerung damals derart viel Einfluss.

## Aktuelle Verfassung

### Aufbau und Inhalt
Gegliedert ist die Verfassung in die Präambel und in zehn Abschnitte mit insgesamt 88 Paragraphen. Aus Gründen der Übersichtlichkeit sind mehrere Abschnitte weiter in Unterabschnitte gegliedert.
| Präambel 1 Allgemeines 2 Grundrechte 3 Aufgaben von Kanton und Gemeinden 4 Politische Rechte und Bürgerrecht 4.1 Stimmrecht 4.2 Wahlen 4.3 Initiativen 4.4 Referenden 4.5 Mitwirkung 4.6 Bürgerrecht | 5 Kantonale Behörden 5.1 Gemeinsame Bestimmungen 5.2 Kantonsrat 5.3 Regierungsrat 5.4 Gerichte 5.5 Ombudsstelle 6 Gemeinden 7 Finanzordnung 8 Religionsgemeinschaften 9 Änderung der Kantonsverfassung 10 Schlussbestimmungen |

### Besondere Merkmale
Die Präambel erinnert an die Verantwortung des Menschen vor Gott und gegenüber den Mitmenschen und der Natur; ebenso spricht sie das Ziel der Weiterentwicklung des Kantons an. Unter den Kantonsverfassungen, die seit dem letzten Viertel des 20. Jahrhunderts vollständig revidiert wurden, gehört jene Luzerns zu den am wenigsten ausführlichen. Angestrebt wurden möglichst kurze und unkomplizierte Formulierungen, während Details auf Gesetzesstufe geregelt werden sollen. Dies äussert sich unter anderem im Fehlen eines eigenen Grundrechtekatalogs; stattdessen wird in § 10 einfach auf die Bundesverfassung verwiesen. Im fünften Teil, der die Organisation der kantonalen Behörden regelt, änderte man einige traditionelle Bezeichnungen. So wird die Legislative nicht mehr Grosser Rat, sondern Kantonsrat genannt, während an die Stelle des Schultheissen der Regierungspräsident tritt (und anstelle des Statthalters der Vizepräsident). Die Stellung der Gemeinden wurde verstärkt; so können ein Viertel aller Gemeinden ein Referendum gegen einen bestimmten Beschluss des Kantonsrats erwirken.

## Historische Entwicklung

### Widerstandstradition für eine gerechte Herrschaft

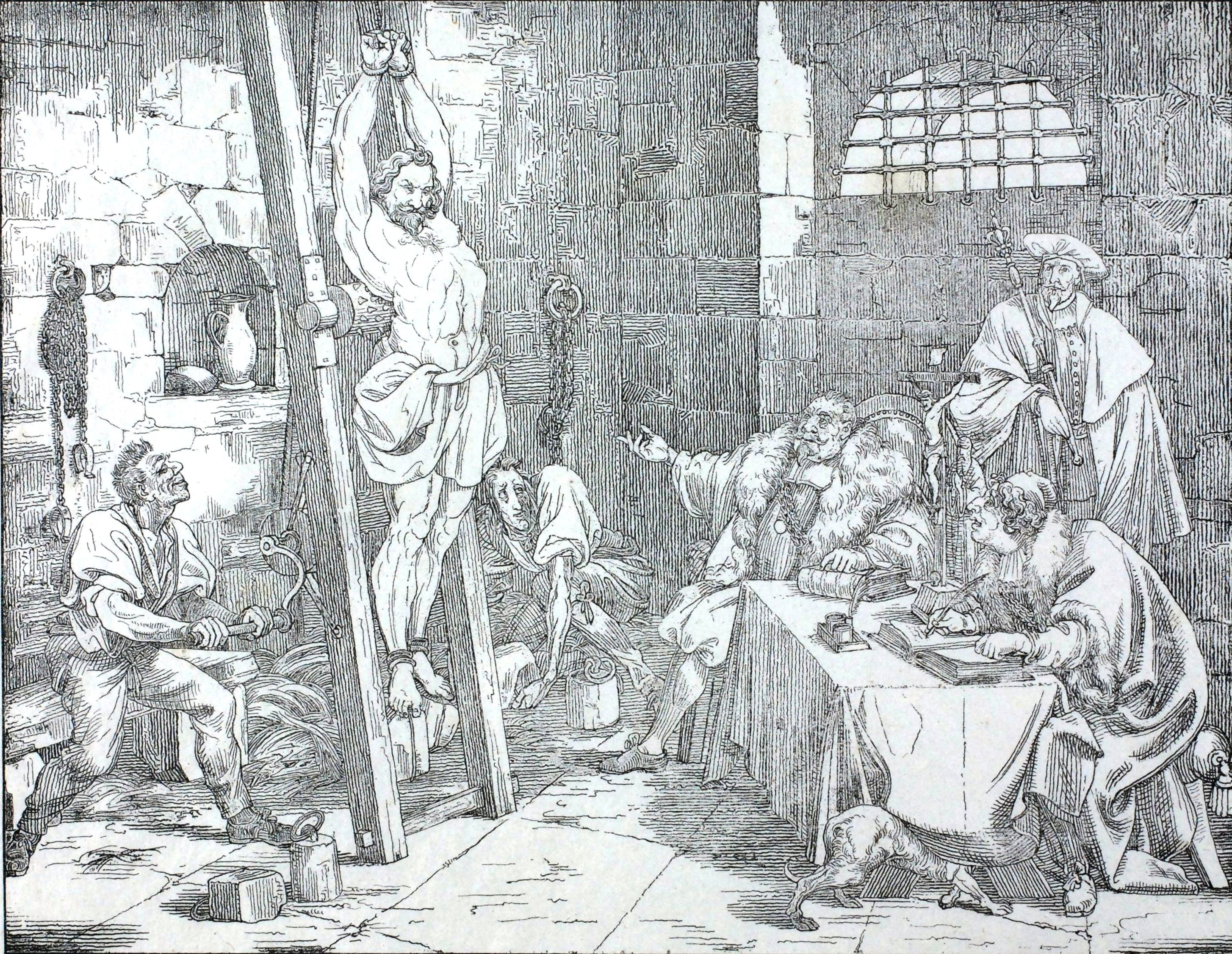
Christian Schybi, Führer der Luzerner Untertanen im Bauernkrieg von 1653 wird in Sursee gefoltert und durch den Luzerner Patrizier Kaspar Pfyffer verhört

Die Stadt Luzern befreite sich allmählich von der Herrschaft der Habsburger, trat 1332 der Eidgenossenschaft bei und verfolgte ab 1380 eine eigentliche städtische Territorialpolitik. Die Stadtrepublik konsolidierte ihre Landeshoheit und regierte fast uneingeschränkt über ihr Untertanengebiet. Nachdem die Luzerner Gemeindeversammlung im ausgehenden Mittelalter ihre politischen Kompetenzen verloren hatte, bildete der Grosse Rat die Grundlage des Staates. Er zählte zunächst hundert, später 64 auf Lebenszeit gewählte Mitglieder. Aus ihrer Mitte wurde ebenfalls auf Lebenszeit der Kleine Rat gewählt, der die laufenden Ratsgeschäfte erledigte und die wichtigsten Posten wie den Schultheiss besetzte. Er bestand aus zwei «Rotten» mit je 18 Mitgliedern, die sich alle sechs Monate abwechselten.
Mit Ausnahme der autonomen Landstädte Sempach und Sursee sowie des Fleckens Beromünster (wo der Propst die Herrschaft ausübte) war der Staat in mehrere Landvogteien aufgeteilt. Wie in den übrigen Stadtorten der Eidgenossenschaft führte die Vorherrschaft über die Landschaft periodisch zu Aufständen. Den Entlebuchern musste Luzern schon im letzten Jahrzehnt des 14. Jahrhunderts klarmachen, wer Herr im Lande sei. 1434 mussten die Entlebucher erneut Strafen auf sich nehmen. 1513 erhob sich die Landschaft im Zwiebelnkrieg. Im Schweizer Bauernkrieg von 1653 begann die grösste aller luzernischen Aufstandsbewegung ebenfalls im Entlebuch. Bei ihren Auseinandersetzungen gegen neue Auflagen der Obrigkeit beriefen sich die Untertanen jeweils auf althergebrachte Rechte und die Freiheiten der Landsgemeindekantone. Die religiöse Fundierung des alten Rechts begründete die Vorstellung, dass das konkrete «alte Recht» mit einer idealen Gerechtigkeit identisch sei. Bauern konnten sich so auf positives Recht berufen, um für eine «gerechte Herrschaft» zu kämpfen, Ansprüche der Obrigkeit zu beschränken, Druck auf sie auszuüben oder Änderungen durchzusetzen.

### Von der Helvetik zur Verfassung von 1831
Der Reformdruck am Ende des Ancien Régime ging nicht von der Landschaft, sondern von einem aufklärerisch gesinnten Teil des Patriziats aus, der den Ideen der Französischen Revolution gegenüber aufgeschlossen war. Unter dem Einfluss dieser Ratsherren dankte das Patriziat am 31. Januar 1798 ab und die Räte erklärten die aristokratische Regierungsform für abgeschafft. Die Bestrebungen zur Neukonstituierung des Kantons endeten abrupt mit der auf französischen Druck hin erzwungenen Annahme der helvetischen Verfassung durch die Bürger am 29. März 1798. In der Helvetischen Republik war der neu entstandene Kanton Luzern eine reine Verwaltungseinheit und weite Teile der Bevölkerung standen der neuen Ordnung kritisch gegenüber. Der Stecklikrieg im September 1802 führte zum Untergang des Staates.
Die am 19. Februar 1803 von Napoleon Bonaparte erlassene Mediationsakte enthielt auch die erste Kantonsverfassung. Sie teilte den Kanton in fünf Bezirke und 20 Quartiere ein. Neben dieser Einteilung für die Wahlen zum Grossen Rat (Legislative) schuf sie für das Gerichts- und Verwaltungswesen die fünf Ämter Luzern, Entlebuch, Hochdorf, Sursee und Willisau. Die 60 Grossräte wurden teils gewählt, teils aus gewählten Kandidaten ausgelost. Zwar war die Amtszeit nicht begrenzt, doch hatten die Quartiere die Möglichkeit, Grossräte abzuberufen. Durch das Zensuswahlrecht war die Zahl der Wahlberechtigten nur noch etwa halb so gross wie 1802. Als Exekutive fungierte der Kleine Rat. Seine 15 Mitglieder wurden aus der Mitte des Grossen Rats gewählt, ebenso die 13 Appellationsrichter. Obwohl das Wahlrecht eher die Stadt bevorzugte, dominierten im Unterschied zu anderen Stadtorten die Vertreter der Landschaft in Regierung und im Grossen Rat.

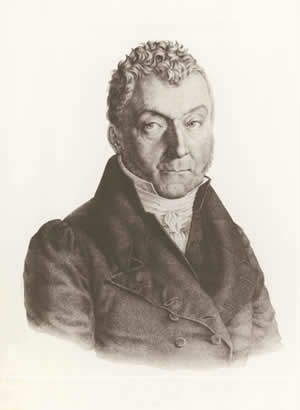
Ignaz Paul Vital Troxler

Nach dem Ende der napoleonischen Ära stürzten Patrizier und Stadtbürger am 16. Februar 1814 die Regierung und setzten einen Grossen Rat ein, dem je 50 Vertreter der Stadt und der Landschaft angehörten. Die Verfassung vom 29. März bestätigte diese Machtverteilung und schränkte das Wahlrecht der Bürger weiter ein, denn künftig wurde die Mehrheit der Grossräte durch Kooptation bestellt. Das Schwergewicht der Macht lag beim Täglichen Rat, der die Regierungsgeschäfte führte und dessen 36 Mitglieder gleichzeitig dem Grossen Rat angehörten. Im November 1830 weitete sich die Unterschriftensammlung für eine von Ignaz Paul Vital Troxler redigierte Petition in eine regelrechte Volksbewegung aus, worauf der Grosse Rat die Wahl eines Verfassungsrats anordnete. Die liberale Verfassung vom 5. Januar 1831 verwirklichte die Volkssouveränität in den Formen des Repräsentativsystems. 80 der 100 Grossräte wurden in 25 Wahlkreisen gewählt, die übrigen kooptiert. Dabei blieb die Stadt Luzern mit 25 Grossräten überrepräsentiert. Die 15 Kleinräte gehörten weiterhin gleichzeitig dem Grossen Rat an. Neuwahlen erfolgten alle zwei Jahre zu einem Drittel.

### Die Verfassung von 1841

#### Gemeindefreiheit und Demokratie von unten
Die Verfassung von 1841 knüpfte an einen konfliktreichen, kontinuierlichen Prozess an, der seit dem späten Mittelalter autonome Kleinräume in Form von genossenschaftlich verfassten Gemeinden geschaffen hatte. Auf dieser politischen Ebene erhielt der Stimmbürger ab 1841 eine verstärkte politische Basisschulung, die mit dem Ausbau der Volksschule einherging und sich auf die Versammlungstradition seit der Helvetischen Republik stützte. Die Gemeinden wurden in der Verfassung als fünfte Gewalt angefügt, um ihre Bedeutung für die Demokratisierung des Kantons hervorzuheben. Ihre Aufgaben sollten sie – wie bei der «alten Gemeindefreiheit» – nach dem Subsidiaritätsprinzip so weit wie möglich selbstbestimmt und eigenverantwortlich wahrnehmen:

«Eine gute Gemeindeorganisation beschlägt einen der wichtigsten Zweige der Staatseinrichtung. In einem demokratischen Freistaate sind die Gemeinden die vorzüglichsten Träger alles Volkslebens. Hier muss daher auch die möglich grösste Freiheit herrschen, und der Staat soll sich in die inneren Angelegenheiten derselben nur negativ einmischen, d. h., er soll die Gemeinden nicht selbst regieren wollen, sondern nur suchen zu verhüten, dass das allgemeine Wohl keinen Schaden nehme.»

#### Die Vetodebatte

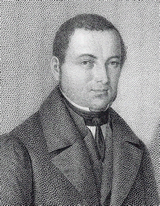
Josef Leu

Das Pressewesen wurde in der Schweiz nach 1830 zu einem wichtigen Faktor in der politischen Auseinandersetzung. Die Pressefreiheit war im Kanton Luzern 1829 auf Gesetzesstufe wieder eingeführt und in die 1831er Verfassung aufgenommen worden. Daraufhin entstanden mehrere liberale und konservative Zeitungen. Der ländliche Demokrat Josef Leu, der in Opposition zum herrschenden liberalen System geriet und 1832 aus dem Grossen Rat gedrängt wurde, baute sein ausserparlamentarisches Netzwerk auf den Gebetsvereinen seines Mentors Niklaus Wolf von Rippertschwand auf. Daneben wurde er vom neu entstandenen Katholischen Verein, der Luzerner Zeitung und ab 1840 von der Schweizer Bundeszeitung unterstützt. Im Februar 1840 sammelte die ländliche Bewegung 11'793 Unterschriften für die Hornerpetition, die eine Totalrevision der Verfassung verlangte und konkrete Forderungen (Vetorecht, Ausbau der Volksrechte, Konkretisierung der Volkssouveränität, freie Ausübung der römisch-katholischen Religion, Berufung von Jesuiten) einbrachte, die bereits im Lueg is Land, der Luzerner Zeitung und der Schweizerischen Bundeszeitung seit Monaten vorgeschlagen wurden.
Für die Liberalen war insbesondere die Forderung nach Berufung der Jesuiten für die katholische Erziehung der Jugend ein rotes Tuch. Damit lieferten ihnen die ländlichen Demokraten ein Kampfargument, auf dem sie ihre Gegenkampagne aufbauten. Mit Hilfe des von ihnen 1831 gegründeten Schutzvereins sammelten sie Unterschriften, erhielten aber nur rund 4000. Im Mai 1840 stellte Casimir Pfyffer an der Versammlung der Gesellschaft für vaterländische Kultur in Sempach die liberalen Forderungen (kein Veto und kein Referendum, repräsentative Verfassung, Erziehungswesens beim Staat, keine Jesuitenberufung, keine Theokratie und Ochlokratie) für die kommende Verfassungsrevision vor. Die ländlichen Demokraten gründeten ein mit den Gebetsvereinen und dem Katholischen Verein verknüpftes Zentralkomitee, dem sich die städtischen Konservativen anschlossen. Die Versammlung der ländlichen Demokraten und die Liberalen um Jakob Robert Steiger am 5. November 1840 in Ruswil und ihre Ruswiler Erklärung bildeten den Höhepunkt des ausserparlamentarischen Revisionskampfes und der Auseinandersetzung um mehr direkte Demokratie.
Mit den Anträgen von Josef Leu im Grossen Rat vom 20. November 1839, in denen er auf die Kantonalsouveränität nach alteidgenössischer Bündnistradition und den Schutz der katholischen Religion pochte, wurde die Debatte über die Verfassungsrevision auch im Parlament angestossen. Der Grosse Rat wies Leus Anträge zurück und verhinderte vorerst eine längere Revisionsdebatte. Das junge Pressewesen und die ausserparlamentarischen Aktivitäten der Liberalen und ländlichen Demokraten schufen aber die nötige Öffentlichkeit und sorgten dafür, dass die Themen Religion, Demokratie und Verfassung in der Bevölkerung breit diskutiert wurden und damit die Voraussetzung schufen, dass das Luzerner Volk am 31. Januar 1841 dem Begehren für eine Verfassungsänderung deutlich zustimmte. Bereits am 31. März, acht Tage nach ihrer Einsetzung, konnte die Siebzehnerkommission dem Verfassungsrat einen Verfassungsentwurf vorlegen.

#### Die Verfassungsväter
Für die theoretische Reflexion und die praktische Umsetzung der direkten Demokratie in der Schweiz waren vielfach politische Überläufer entscheidend. In Luzern wechselte während der Regeneration (1830–1841) Constantin Siegwart-Müller von den Radikalen zu den ländlichen Demokraten, Bernhard Meyer von den Liberalen zu den Gemässigten, während Ignaz Paul Vital Troxler eine Brückenfunktion wahrnahm und bis 1841 zu Siegwart eine enge Verbindung besass. Diese drei Intellektuellen sorgten während der Verfassungsdebatte für die zentralen Impulse, um die Demokratiedebatte voranzubringen. Troxler und Siegwart leisteten entscheidende Beiträge zur Vetodebatte und zum Referendum und brachten sozialethische Aspekte ein. Troxler trug die Ideen, die Zielsetzung und den idealistischen Enthusiasmus der Helvetik in das 19. Jahrhundert weiter und wurde so zum Theoretiker der katholischen Demokratie, ohne deren kirchenpolitische Richtung zu teilen. Für alle drei ebenso wie für die ländlichen Luzerner Demokraten waren das moderne Naturrecht und die christliche Sozialethik mit ihrem Gleichheitsideal zentral. Auf diesem Fundament konnte der Grundbestand der liberalen Freiheitsrechte der 1831er-Verfassung in diejenige von 1841 übernommen werden. Der Aspekt der persönlichen Freiheit wurde verstärkt. Dies wurde von Bernhard Meyer, dem Redaktor der konservativen Siebzehnerkommission, die den Verfassungsentwurf zuhanden des Verfassungsrates erstellte, wie folgt begründet: «Diese Freiheit sei eines der köstlichsten Güter und sie liege wesentlich im Zwecke des Staates».

#### Ausbau der demokratischen Rechte
Das zentrale Element der neuen Verfassung, die Volkssouveränität, wurde im ersten Artikel der Verfassung mit dem Satz «Der Kanton Luzern ist ein demokratischer Freistaat» konkretisiert. Damit war der Freistaat nicht mehr ein demokratisch-repräsentativer, sondern ein direktdemokratischer, in dem der Volkswille, die wahre öffentliche Meinung, das höchste Gesetz darstellt, der sich nur vor Gott, der Religion und der Gerechtigkeit beugt. Die bisherigen Einschränkungen beim Stimm- und Wahlrecht und die politischen Vorrechte der Stadt Luzern wurden beseitigt. Ab 1841 mussten sich alle Beamten regelmässig der Volkswahl stellen, alle Behördenwahlen inklusive der Wahlen zum Grossen Rat sollten direkt sein. Wie bei der bisherigen Verfassung waren nur die katholischen Männer stimm- und wahlberechtigt.
Verschiedene Volksrechte fanden Eingang in die Verfassung: So wurde die Volksinitiative auf alljährliche Total- oder Teilrevisionen im Rahmen von Gemeindeversammlungen eingeführt. Falls sich in allen abgehaltenen Versammlungen des Kantons das absolute Mehr aller Stimmberechtigten für eine Revision aussprach, musste vom Volk ein Verfassungsrat mit 100 Mitgliedern gewählt werden. Jeder Bürger durfte daraufhin seine Wünsche und Ansichten vorlegen. Für die Annahme der Vorlage des Verfassungsrates war das absolute Mehr der abstimmenden Bürger erforderlich. Die Einführung des absoluten Mehrs ohne jegliches Quorum war ein gesamtschweizerisches Novum. Mit dem obligatorischen Verfassungsreferendum konnten die Stimmberechtigten über Verfassungs- und Bundesvertragsänderungen durch den Grossen Rat befinden. Die Siebzehnerkommission wies darauf hin, dass der Ausbau der Volksrechte nicht wie von den Liberalen behauptet mehr Unruhe in der Bevölkerung bringen werde, sondern mehr öffentlicher Ruhe und Ordnung.
Luzern war der dritte Kanton, der ein Gesetzesveto einführte und der erste, der dazu eine eigentliche Vetodebatte in Presse, Parlament und Öffentlichkeit durchführte. St. Gallen führte das Veto 1831 als Kompromisslösung des Verfassungsrates und des frühen Theoretikers der direkten Demokratie, Franz Anton Good, ein. Basel-Landschaft wollte sich 1832 mit dem Veto während der Trennungswirren gegen die rückständigere Stadt Basel abgrenzen. Die Luzerner Stimmberechtigten erhielten mit dem Instrument des Vetos an den Vetogemeinden ein Mitspracherecht bei Gesetzgebung, Bündnissen, Verträgen usw. und wurden damit im Sinne der Volkssouveränität zur obersten gesetzgebenden Instanz.

#### Liberalismus, Konservatismus und direkte Demokratie

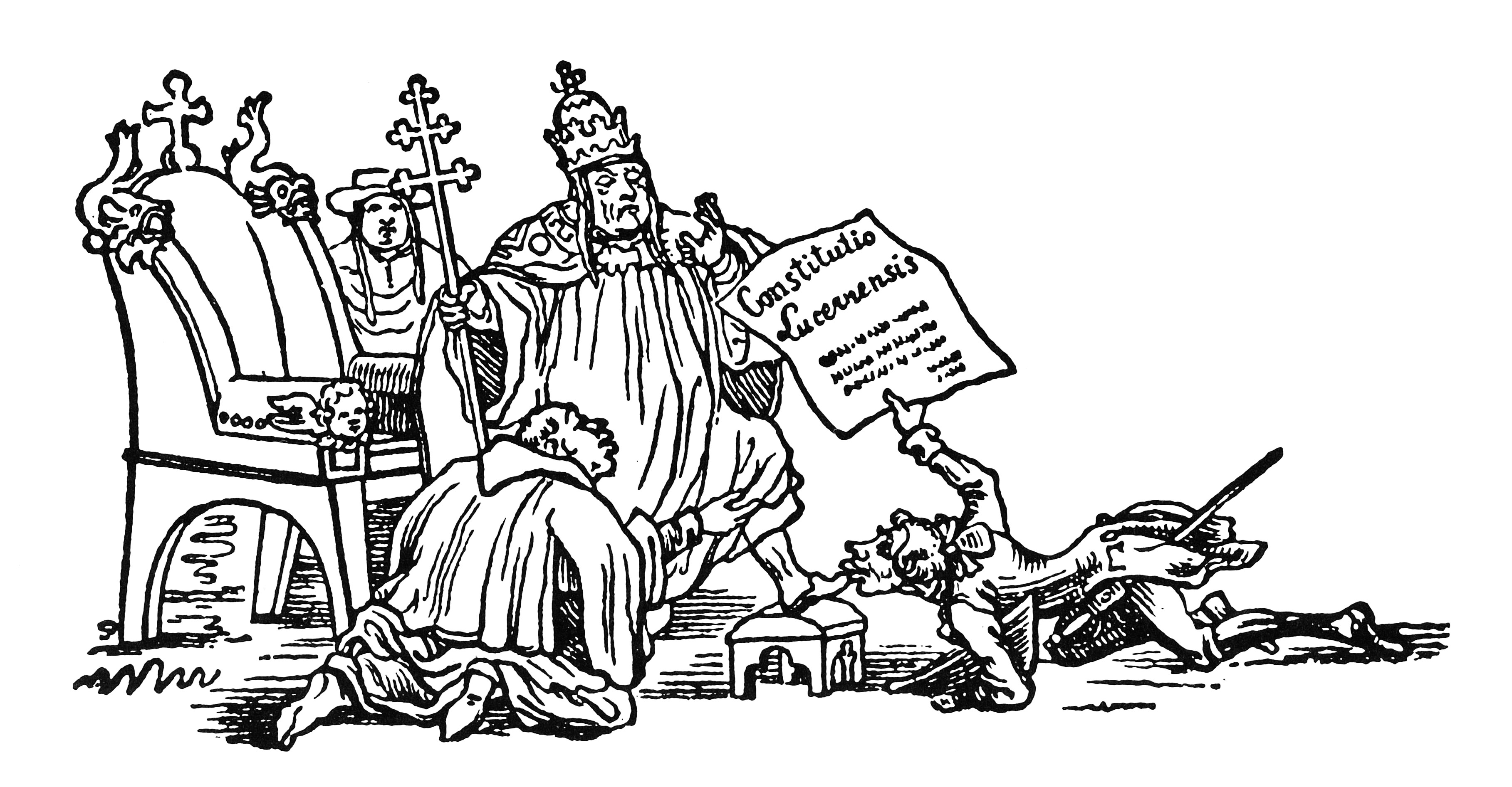
Karikatur von Martin Disteli: Radikal-liberale Propaganda gegen den Einfluss des Papstes auf die Luzerner Verfassung

Die auf die Aufklärung und die Französische Revolution zurückgehende liberale Staatsidee prägte die demokratische Entwicklung nachhaltig. Die Liberalen errangen für das schweizerische Staatswesen die Gleichberechtigung der Kantone, individuelle Freiheitsrechte, die Volkssouveränität im Sinne der verfassungsgebenden Gewalt des Volkes, das Repräsentativprinzip sowie die Rechtsgleichheit und leisteten Aufbauarbeit für die humanitäre Volksschule. Für den konservativ-demokratischen Luzerner Philipp Anton von Segesser war der Liberalismus eine theoretische Anschauung, die mit dem altdemokratischen Volksgeist in Widerspruch stand und seine Stütze ausserhalb des Volkes suchte, vorerst in der aristokratisch-absoluten Staatsgewalt, später in helvetisch-französischer Herrschaft.
Der Grosse Rat in Luzern war nach 1830 von einem «Kapazitätenregiment» aus wenigen Liberalen beherrscht worden, die die Forderungen nach mehr direkter Demokratie vehement bekämpften und vor einer «Pöbelherrschaft» warnten. Durch die zunehmende liberale Aristokratisierung geriet die Volkssouveränität zur blossen Farce, verschlechterte besonders mit der Regeneration das Verhältnis zwischen Volk und Regierung, und rief eine wachsende ländliche Opposition hervor. Den meist katholisch-konservativen ländlichen Demokraten Luzerns gelang es durch Aufklärung und Mobilisierung der Bevölkerung eine Mehrheit im Verfassungsrat zu erringen und in der neuen Verfassung von 1841 die Volksrechte in einem für die Schweiz noch nie dagewesenen Ausmass zu integrieren. Damit wurde die direkte Demokratie in breiten Kreisen der Landbevölkerung verankert und ein entscheidendes Fundament für die moderne Eidgenossenschaft gelegt. Die Katholisch-Konservativen sahen durch das von der liberalen Theorie favorisierte utilitaristische Prinzip, das ihr letztlich die ethische Basis entzieht, ihre Religion gefährdet. Die direkte Demokratie ermöglichte ihnen, sich als «souveräne Gewalt» an der Ausübung der Staatsgewalt zu beteiligen und jederzeit selbst politisch handeln zu können, um zum Beispiel ihre religiöse Freiheit zu schützen. Für den Historiker Pirmin Meier ist im konservativen Verständnis die direkte Demokratie ein Regulativ, womit der Fortschritt nicht verhindert, aber gebremst wird, bis er schliesslich auch mit dem Herzen nachvollzogen werden kann. Dies ist bis heute ein Merkmal des politischen Lebens in der Schweiz.

#### Naturrecht, Genossenschaftsprinzip, Volkssouveränität
Das moderne Naturrecht mit seinem personalen Menschenbild ist eine unverzichtbare Voraussetzung für die Bildung direktdemokratischer Strukturen. Mit der Gründung der Schule von Salamanca begann der Übergang vom christlichen zum modernen Naturrecht auf der Basis des Personalitätsprinzips, das von der Aufklärung des 18. Jahrhunderts aufgegriffen wurde. Im Luzerner Gesetzesveto wurden die genossenschaftliche (Lands-)Gemeindedemokratie, die auf dem christlichen Naturrecht beruhte, mit dem modernen Naturrechtsgedanken der Aufklärung mit seinen Individualrechten verschmolzen.
Im Kanton Luzern bildete sich die staatliche Souveränität aus der zentralistischen Gewalt des ursprünglichen souveränen Standes Luzern und auf der Basis der dezentralen genossenschaftlichen Gemeinschaft der Bauern und Bürgern in den freien Gemeinden. Diese Gemeindefreiheit war gemäss dem Historiker Adolf Gasser von einer kommunalen Gemeinschaftsethik geprägt, die eine wichtige Grundlage für einen demokratischen Staatsaufbau von unten nach oben darstellt. Das Genossenschaftsprinzip als Gegenmodell zu der in Europa weit verbreiteten feudalen Herrschaftsordnung entwickelte eine gemeinschaftsbildende und integrierende Kraft, ohne die eine Willensnation Schweiz nicht hätte entstehen können.
Die aus der Praxis von autonomen, genossenschaftlich verankerten Gemeinden aufbauende Volkssouveränität musste mit politischen Instrumenten wie dem Veto oder Referendum auf Kantons- und Bundesebene verfassungsmässig abgesichert werden, damit sie nicht bloss ein toter Buchstabe blieb. Die ländlichen Demokraten Luzerns übertrugen im Grunde die Idee einer naturrechtlich begründeten Volkssouveränität aus dem Gesellschaftsvertrag von Jean-Jacques Rousseau in ihre Verfassung. In seinem Sinne waren sie der Meinung, dass nur dasjenige Volk souverän genannt werden könne, das über dem seinen keinen fremden Willen als Gesetzgeber anerkennt. Und dass die Volkssouveränität einer Lehre folge, welche von der Natur des Menschen zur Bildung des gesellschaftlichen Zustandes fliessend, das Volk zum Herrn seiner selbst mache.

### Entwicklung der Vetopraxis und Teilrevisionen

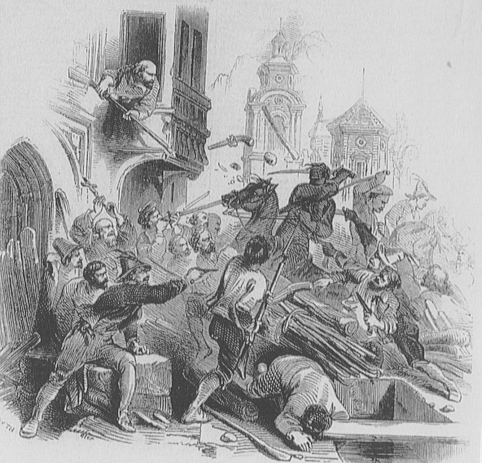
The Illustrated London News: Radikal-liberale Freischarenzüge von 1844 und 1845 zum Sturz der konservativen Regierung des Kantons Luzern

Die Lernprozesse mit dem neuen direktdemokratischen Instrument des Volksvetos fielen von 1841 bis 1847 in eine Zeit der starken politischen und konfessionellen Polarisierung in der Schweiz. Die Tests unter Extrembedingungen zeigten, dass nicht das Veto die Unruhe in der Bevölkerung entfachte, sondern im Gegenteil dazu beitrug, dass die Möglichkeit der geordneten und strukturierten Meinungsäusserung einer gewalttätigen Auseinandersetzung ein Stück weit vorgebeugt werden konnte, obwohl es den insgesamt vier Vetobewegungen in dieser Zeit nie gelang, die bekämpften Gesetze zurückzuweisen. Selbst das Veto gegen den Beschluss des Grossen Rates vom 24. Oktober 1844 zur Berufung von sieben Jesuiten nach Luzern, der mit den beiden Freischarenzügen von 1844 und 1845 in eine gewalttätige Auseinandersetzung kippte, kam nicht zustande. Sogar die Liberalen erkannten nun den Wert und die Wirkung des Vetos als Ventil. Auch in den Jahren 1848 bis 1863 entwickelte sich die Luzerner Demokratie nicht zu der von den Liberalen befürchteten Ochlokratie. Obwohl das politische Umfeld bis zum Sonderbundskrieg stark aufgeladen war, missbrauchten die Bürger ihre neuen Machtmittel nie gegen Regierung und Verfassung.
Die seit dem Sonderbundskrieg von 1847 wieder an der Macht befindlichen Liberalen setzten im folgenden Jahr zwar eine Teilrevision der Verfassung durch, behielten jedoch das Vetorecht bei, weil sie nun darin eine präventive Massnahme gegen Unruhe und Umsturz sahen. Hingegen eliminierten sie die allzu kirchenfreundlichen Artikel und führten wieder die Teilerneuerung der Behörden ein. So wurde der Grosse Rat alle drei Jahre zu einem Drittel gewählt. Weitere Änderungen betrafen die Verkleinerung des Regierungsrats auf neun Mitglieder und die Einführung des Departementssystems. Das Wahlrecht blieb auf Katholiken beschränkt, doch diese Regelung wurde bereits mit der Annahme der Bundesverfassung hinfällig.
1862 forderten die Liberalen im Grossen Rat eine Teilrevision der Verfassung durch den Rat, in der anstelle des Vetos das Referendum eingeführt werden sollte, das auch für Steuerdekrete und Staatsanleihen gelten sollte. Die ländlichen Demokraten und eine liberale Ratsminderheit starteten eine Volksinitiative für die Wahl eines Verfassungsrates durch das Volk. Die Liberalen setzten sich durch und am 14. März 1863 nahm das Volk eine Teilrevision an, die den Regierungsrat auf sieben Mitglieder verkleinerte; ausserdem durften die Regierungsräte nicht mehr dem Grossen Rat angehören. Dazu kamen Vereinfachungen des Verfahrens beim Referendum und bei der Verfassungsinitiative sowie die Gesamterneuerung des Grossen Rates alle vier Jahre. Vor dem Hintergrund der vom Kanton Zürich ausgehenden demokratischen Bewegung kam es 1869 in Luzern zu einem weiteren vorsichtigen Ausbau der direktdemokratischen Instrumente. An die Stelle des Vetos trat das fakultative Referendum bei Gesetzen, Staatsverträgen und gewichtigen Finanzdekreten. Ein ablehnender Entscheid war allerdings nur dann gültig, wenn mindestens 13'000 Stimmberechtigte (rund 45 Prozent) an der Abstimmung teilnahmen. Zusätzlich konnte auf Verlangen von 5000 Stimmberechtigten über die Abberufung des Grossen Rats abgestimmt werden. Im Grossen Rat kam nun auf 1000 Einwohner ein Abgeordneter, mit der Verkleinerung der Wahlkreise erhoffte man sich weniger grosse Verzerrungen im Majorzsystem und somit eine Beruhigung der Gegensätze zwischen Liberalen und Konservativen.

### Der Weg zur heutigen Kantonsverfassung
Die Totalrevision der Schweizer Bundesverfassung 1874 (die im Kanton Luzern angesichts des sich verschärfenden Kulturkampfes abgelehnt worden war) machte Anpassungen der Kantonsverfassung notwendig. Dabei ging es – abgesehen von der Eliminierung der seit 1863 nicht mehr angewendeten Zensusbestimmungen – vor allem um die Gleichbehandlung der Kantons- und Nichtkantonsbürger sowie um die konsequente Durchführung der konfessionellen Neutralität. So sollte der katholische Klerus seine zwei garantierten Sitze im Erziehungsrat verlieren. Ein zweiter Aspekt betraf ein neues Wahlverfahren für den Grossen Rat. Statt wie bisher an Wahlkreisversammlungen sollte nun gemeindeweise gewählt werden. Darüber hinaus sollte bei Referenden das Quorum entfallen. Am 28. Februar 1875 nahm das Volk die neue Verfassung mit einem Anteil von 72,3 % an. Die Liberalen waren der Abstimmung grösstenteils ferngeblieben, da ihnen die Neuerungen zu wenig weit gingen. Immerhin konnten sie erreichen, dass die Bundesversammlung einen umstrittenen Verfassungsartikel entschärfte. Sie hatten eine Unterwanderung des Schulwesens durch Ultramontane und Jesuiten in unregulierten Privatschulen befürchtet und setzten durch, dass wie in der Bundesverfassung vorgeschrieben der gesamte Primarschulunterricht unter staatlicher Leitung stand. In den folgenden Jahrzehnten wurde die Verfassung insgesamt 45 Mal teilrevidiert, wodurch sie zunehmend uneinheitlich und unübersichtlich wirkte. Die wichtigsten Änderungen betrafen die Volkswahl von Regierungsräten und Ständeräten (1905), die Einführung der Gesetzesinitiative (1906) und des Proporzsystems bei Grossratswahlen (1909) sowie das Frauenstimmrecht (1970).
1995 beauftragte der Grosse Rat die Regierung, dem Beispiel anderer Kantone zu folgen und eine Totalrevision der Verfassung einzuleiten. Er überlegte es sich dann aber 1997 anders und zog es vor, zunächst eine umfassende Verwaltungsreform durchzuführen. Am 4. März 2001 beschlossen die Stimmbürger, dass die Totalrevision durch den Grossen Rat und nicht, wie bis anhin in der Verfassung vorgesehen, durch einen Verfassungsrat vorgenommen werde. Am 23. September desselben Jahres genehmigten sie die Einleitung des Revisionsverfahrens. Daraufhin erarbeitete eine politisch breit abgestützte Verfassungskommission einen Entwurf, der im August 2004 vorlag. In der darauf folgenden Vernehmlassung äusserten über 1000 Privatpersonen und mehr als 200 Organisationen ihre Meinung dazu. Der Entwurf wurde ab November 2005 nochmals überarbeitet und am 30. Januar 2007 vom Grossen Rat mit 70 zu 45 Stimmen verabschiedet. Die SP und Grünen sprachen sich gegen die neue Verfassung aus, weil sie zu unbestimmt und mutlos ausgefallen sei. Sie habe die Tendenz, den Regierungsrat und die Verwaltung auf Kosten der Stimmberechtigten und des Parlamentes zu stärken. Ebenfalls dagegen war die SVP: Sie bemängelte einen Abbau der Volksrechte (in erster Linie den Wegfall des nie genutzten Abberufungsrechts), zu detaillierte Familienförderungsmassnahmen und die Beibehaltung der Kirchensteuer für Unternehmen. Am 17. Juni 2007 nahmen die Stimmberechtigten mit einer Mehrheit von 63,8 % die neue totalrevidierte Verfassung an, die am 1. Januar 2008 in Kraft trat.